# Chris Evans (chanteur)
 (mars 2024).
Pour les articles homonymes, voir Chris Evans et Evans.
Chris Evans est un chanteur français de rock français, de country et de variété française.

## Carrière
(juin 2018).
Si vous disposez d'ouvrages ou d'articles de référence ou si vous connaissez des sites web de qualité traitant du thème abordé ici, merci de compléter l'article en donnant les références utiles à sa vérifiabilité et en les liant à la section « Notes et références ».
En 1977, Chris Evans forme son premier groupe, Rocky, inspiré par Elvis Presley, Gene Vincent, Johnny Hallyday ou Eddy Mitchell.
Il assure les premières parties d'artistes tels que Téléphone et John Lee Hooker en 1978. Il remporte le tremplin du Golf-Drouot à Paris, le 10 mars 1978. Il se produira régulièrement dans ce lieu mythique du Rock français jusqu'à sa fermeture en 1980. Il signe ensuite chez Big Beat Records et sort son premier album, Original Rockabilly, entouré de Jean-Jacques Milteau et de Patrick Verbeke. L'album contient 10 titres originaux chantés en anglais et se vend rapidement à 15 000 exemplaires. 
En 1981, paraît un  EP 4 titres incluant Ma pin up est une grosse truie[source insuffisante]. Il se produit à l'Olympia avec Vince Taylor en juin 1981.
Chris crée son propre label, Sunrise et en 1983 sort Bouc Boogie, premier 45 tours du label.
1989 : Chris Evans monte le groupe The No Mystery Band. L'année 1990 voit la publication d'un premier album de reprises intitulé Chez les yéyés édité en France et aussi en Espagne où Chris joue d'une solide réputation.
En 1991, il crée les Disques Pin-up, nouveau label au sein duquel paraît Dans tous tes états, un album de country rock.
Chris monte le spectacle Jukebox des années 60 en 1996, puis sort en 2001 le CD Dansons le twist & le madison avec Chris Evans. En 2002, pour les 25 ans de la  mort d'Elvis, Chris Evans  publie Les grands succès d'Elvis Presley en version française. 
En 2004, il se produit avec Joey Greco et Bobbie Clarke (en) et reforme le groupe qui a accompagné Johnny Hallyday en 1964 : Joey and the Showmen. Ensemble, ils enregistrent le CD Live 2004 à St-Étienne, suivi du DVD Live à Paris-Bagnolet en 2005[source insuffisante].
Fan de longue date de Johnny Hallyday, il chante régulièrement lors des soirées du fan club officiel du chanteur, Limited Access. 
Son album intitulé Lonesome Country Solitaire, paru en 2010, permet à Chris de se produire avec un nouveau spectacle : Country-Rock. Dans la même ligné, il enregistre l'album Sur la route en 2014 et dans un registre plus crooner La magie de l'amour en 2013.
En 2017, Chris Evans fête ses 40 ans de chansons avec la parution de l'album  40e anniversaire. Parmi les invités qui viennent souffler les bougies, figurent Lucky Blondo, Long Chris, Au bonheur des dames, Pussy Cat (Evelyne Courtois), Mike Shannon le chanteur des Chats Sauvages. 
En 2017, il crée L'hymne à Johnny en hommage à Johnny Hallyday, ce qui lui vaut d'être invité à chanter à l'église de la Madeleine, à l'occasion de la messe organisée pour le 75e anniversaire de Johnny, le 15 juin 2018. 
Chris Evans prolonge ce moment d'émotion en enregistrant l'album L'hommage à Johnny, publié le 30 novembre 2018.